# Invasionen af Irak 2003
Denne artikel handler om invasionen af Irak i 2003. For begivenhederne efter 1. maj 2003, se Irakkrigen.
Invasionen af Irak, eller Operation Iraqi Liberation (senere Operation Iraqi Freedom) i 2003 begyndte officielt 20. marts 2003. Amerikanske og britiske tropper invaderede ifølge USA's præsident George W. Bush landet for at "afvæbne Irak for masseødelæggelsesvåben, stoppe Saddam Husseins støtte til terrorisme og for at befri det irakiske folk." USA havde forberedt invasionen ved at samle 100,000 tropper i Kuwait 18. februar. USA stillede hovedparten af invasionsstyrken. Den såkaldte koalition af villige lande, støttede invasionen sammen med kurderne i det nordlige Irak. Men invasionen blev også kritiseret kraftigt, og var meget upopulær i mange lande. Mellem 3. januar og 12. april 2003 deltog 36 millioner mennesker over hele verden i næsten 3,000 demonstrationer imod krigen.

## Optakten til invasionen
Før invasionen var den officielle amerikanske holdning at Irak forbrød sig imod FN's sikkerhedsråds Resolution 1441, med hensyn til masseødelæggelsesvåben, og skulle afvæbnes med magt.
I starten af 2003 foreslog USA, Storbritannien og Spanien en anden FN resolution om Irak, som de kaldte den "attende resolution," der skulle give Irak en deadline for at efterfølge de tidligere resolutioner, før en mulig militær indgriben. Denne foreslåede resolution blev senere trukket tilbage af USA og dets allierede før den kom til afstemning, fordi der ikke var tilstrækkelig med lande der ville have støttet den. Landene Canada, Frankrig, Tyskland (som alle er medlem af NATO) og Rusland var imod en militær indgriben i Irak, og begrundede det med at det ville være risikabelt, rent sikkerhedsmæssigt, for det internationale samfund, og talte i stedet for en diplomatisk afvæbningsproces.  20. marts 2003 begyndte invasionen af Irak, uden støtte fra FN.

### Politiske og diplomatiske aspekter
Siden afslutningen på Golfkrigen i 1991 havde Iraks relationer til FN, USA og Storbritannien været dårlige. Der var ikke konsensus i FN's sikkerhedsråd for at Irak havde efterkommet vilkårene i våbenhvilen der afsluttede Golfkrigen. Både FN og USA håndhævede mange økonomiske sanktioner mod Irak igennem Bill Clintons regeringsperiode. USA og Storbritannien patruljerede Iraks luftrum for at håndhæve flyveforbud i visse zoner, hvilket hævdedes at beskytte kurderne i Nordirak og shiamuslimerne i syd. Ved flere tilfælde blev flyveforbuddet dog brudt af irakiske militærhelikoptere og kampfly. 
USAs Kongres vedtog også "Iraq Liberation Act" i oktober 1998, efter Irak havde stoppet samarbejdet med FN i august. Loven gav 97 millioner dollars til irakiske "demokratiske oppositionsgrupper" for at "etablere et program til at støtte et skift til demokrati i Irak." Dette stod i kontrast til de krav der var fremsat i Resolution 687,, der alle drejede sig om våben og våbenprogrammer, og ikke nævnte et regimeskift. Våbeninspektører fra FN havde været vandt til at samle information om Iraks masseødelæggelsesprogram, og til at håndhæve vilkårene i aftalen fra 1991, der forbød Irak at udvikle masseødelæggelsesvåben. Informationerne blev brugt til at finde mål under Operation Desert Fox, et amerikansk og britisk luftbombardement af Irak i december 1998, der bundede i mangel på samarbejde mellem Irak og FN's våbeninspektører. 
Det amerikanske republikanske partis kampagner op til præsidentvalget i 2000, krævede en "fuld implementering" af Iraqi Liberation Act, og fjernelse af Saddam Hussein, med fokus på at genopbygge en koalition, gennemføre hårdere sanktioner, genindføre inspektionerne og at støtte den exilerede pro-demokratiske oppositionsgruppe, Den Irakiske Nationalkongres, der blev ledet af Ahmed Chalabi. Efter George W. Bush blev valgt som præsident, planlagde man, ifølge den tidligere finansminister Paul O'Neill, et angreb på Irak. O'Neill forklarede senere at disse diskussioner blot var en fortsættelse af Clinton regeringens udenrigspolitik.
Kort efter terrorangrebet 11. september 2001 udråbte Bush regeringen Krigen mod terror, der blev fulgt af en ny politik om forebyggende angreb mod potentielle trusler mod USA, den såkaldte Bush-doktrin. Fra 1990'erne havde den amerikanske regering fortalt om mulige bånd mellem Saddam Husseins regering og terroristaktiviteter, specielt i forbindelse med konflikten mellem Israel og Palæstina. Saddam havde gennem mellemmænd tilbudt 10.000 dollars til familier til civile der var dræbt af det israelske militær og 25.000 dollars til familier til selvmordsbombere.
I september 2002 krævede Bushregeringen handling i spørgsmålet om afvæbningen af Irak. I oktober gav den amerikanske kongres Bushregeringen tilladelse til at "bruge alle nødvendige midler" mod Irak, på grundlag af regeringens information til kongressen om at Irak udgjorde en direkte og presserende trussel mod USA.
I november 2002 blev Resolution 1441 vedtaget i FN's sikkerhedsråd, og våbeninspektionerne blev genoptaget. Resolution 1441 tillod ikke i sig selv brugen af magt, da der kun taltes om "alvorlige konsekvenser," hvilket hovedparten af sikkerhedsrådets medlemmer ikke mente dækkede brugen af magt til at vælte regeringen. Både USA's ambassadør i FN, John Negroponte, og Storbritanniens ambassadør Jeremy Greenstock havde forsikret om at resolutionen ikke indebar ret til at invadere Irak uden at konsultere sikkerhedsrådet først. En sådan konsultation fandt dog ikke sted før invasionen begyndte. Storbritannien forklarede dette med at Frankrig havde udtalt at de ville blokere yderligere resolutioner mod Irak.
USA påbegyndte forberedelserne til en invasion af Irak, med en række diplomatiske, PR-mæssige og militære forberedelser. I sin tale til nationen 17. marts 2003, krævede Bush at Saddam Hussein og hans sønner Uday og Qusay overgav sig og forlod Irak, og gav dem 48 timer til at gøre dette. Hussein nægtede at efterkomme kravet.
Irak påstod stadig at man havde efterkommet alle krav og var afvæbnet. FN's våbeninspektører, ledet af Hans Blix, der var udsendt for at håndhæve Resolution 1441, bad om mere tid til at gøre deres rapport om Iraks overholdelse af resolutionen færdig. Det Internationale Atomagentur (IAEA), rapporterede at Irak samarbejdede omkring afvæbningskravene. Hans Blix sagde senere at den irakiske regering kan have håbet på at starte produktionen igen når sanktionerne var ophørt, og inspektørerne forlod landet.
I 2006 rapporterede Baker-Hamilton kommissionen at "mens et lille antal gamle, forladte stykker kemisk ammunition er blevet fundet, konkluderer vi at Irak ødelagde sine lagre af kemiske våben i 1991." Omkring 500 stykker ammunition indeholdende nedbrudt sennepsgas og sarin nerve gas var blevet fundet rundt omkring i landet siden invasionen. Washington Post rapporterede at siden de gamle stykker ammunition var blevet fundet, havde "hverken militæret, det hvide hus eller CIA anset granaterne som bevis for, hvad Bushregeringen påstod var et nyere irakisk program for fremstillingen af kemiske, biologiske og atomare våben."
Som reaktion på den forestående invasion, blev der 15. februar 2003 holdt de største anti-krigsdemonstrationer siden vietnamkrigen. Mellem seks og ti millioner mennesker i over 60 lande i hele verden deltog.

## Invasionen

### Styrkerne
Den irakiske hær mentes at bestå af 375.000 mand, heraf udgjorde den republikanske garde 60.000. Den republikanske garde bestod af Hammurabi-divisionen, Al-Nida-divisionen og Medina-divisionen. Landet havde cirka 650.000 mand i reserven og paramilitære styrker på cirka 44.000.
Iraks luftvåben mentes at bestå af cirka 100 kamphelikoptere og 300 kampfly. Hovedparten af disse ansås dog ikke at være funktionsdygtige.
De irakiske kampvogne bestod primært af russiske T-72, og landet mentes at have 2.000 – 2.600 af disse. Herudover havde Irak cirka 400 pansrede mandskabsvogne.
Den irakiske flåde havde 5-7 patruljebåde og minelæggere. Luftforsvaret i Irak mentes at bestå af 850 missilaffyringsramper og 3.000 antiluftskytskanoner.
De irakiske styrker stod over for en koalition af styrker fra en række lande, hvor USA stillede med langt hovedparten.
USA havde 235.000 mand udstationeret i den Persiske Golf, og man havde 1100 fly og 850 kampvogne til rådighed. Af krigsskibe var fem hangarskibsgrupper sejlet til golfområdet, yderligere et hangarskib blev holdt i reserve i nærheden af Golfen.
Storbritannien var den anden væsentlige del af koalitionen. De havde 45.000 mand, 100 fly, 120 kampvogne og 17 flådefartøjer (et hangarskib med støttefartøjer) til rådighed.
Australien stillede med 2.000 mand, som dog ikke skulle bruges offensivt.

### USA's taktik
USA's taktik lagde fra starten an på en hurtig sejr over Irak. Helst ved brug af en tofronts krig med landsætning af styrker både fra Kuwait og Tyrkiet. Forhandlingerne med Tyrkiet førte dog ikke til noget resultat, og til sidst blev styrkerne der var tænkt til at åbne den nordlige front i Irak returneret til USA eller Kuwait for senere indsættelse herfra. Den amerikanske taktik i starten af krigen gik i udpræget grad ud på at undgå træfninger i de irakiske byer. Disse blev omgået, og styrken gik med stor hastighed direkte mod Bagdad.

### Iraks taktik
Stærkt underlegen i direkte militær konfrontation med de amerikanske styrker, placerede Saddam Hussein hovedparten af sin styrke i og omkring Bagdad og de øvrige irakiske byer i et forsøg på at gøre konflikten til en bykrig. Endelig blev taktikken lagt an på, at de irakiske styrker skulle foretage guerillaangreb på de amerikanske styrker, ofte som civile. Specielt de amerikanske forsyningslinjer blev udsat for angreb.

### Luftangreb før invasionen
Forud for invasionen havde den amerikansk ledede koalition fra Golfkrigen i 1991 udkæmpet en lavintensitetskonflikt med Irak, og håndhævet flyveforbuddet i dele af det irakiske luftrum. Irakiske luftforsvarsstillinger blev jævnligt angrebet når de skød på amerikanske og britiske kampfly. I midten af 2002 ændrede USA sin strategi, og udvalgte mål i den sydlige del af landet til gengældelsesangrebene, for at skade den militære kommandostruktur i Irak.
Antallet af amerikanske bomber kastet på Irakisk territorium, målt i tons, steg fra 0 i marts 2002 til 0,3 i april, til mellem 7 og 14 ton om måneden i maj – august. I september nåede man 54,6 ton – før kongressens tilladelse til invasionen 11. oktober. 5. september angreb 100 kampfly landets største luftforsvarskompleks, der lå i det vestlige Irak, langt væk fra de zoner hvor et flyveforbud blev håndhævet. Det blev ifølge en leder i New Statesman gjort, ikke for at beskytte luftpatruljerne, men for at gøre det muligt at flyve specialstyrker ind i landet fra Jordan, uden at blive opdaget.
Natten den 19. marts 2003, fik de amerikanske styrker efterretninger om at Saddam Hussein besøgte sine døtre og sønnerne Uday og Qusay ved Dora Gårdene, i al-Dora området i udkanten af Bagdad. Klokken 05:30 ramte fire 2,000 punds GBU-27 bomber og 40 Tomahawk missiler stedet.   Saddam Hussein var ikke til stede, og heller ikke andre regeringsmedlemmer eller medlemmer af Hussein familien blev ramt af angrebet. Angrebet kostede 19 civile livet.

### Tidslinje for invasionen
- 20. marts Krigen blev indledt klokken 03.30 om natten den 20. marts, da der blev affyret cirka 40 tomahawk missiler mod mål i Baghdad. Målet for disse angreb menes at have været Saddam Hussein og hans nærmeste, idet USA via efterretninger skulle være informeret om, hvor han befandt sig. Klokken 04:15 gik den amerikanske præsident George Bush på tv og erklærede over for nationen, at krigen var påbegyndt. Klokken cirka 10.40 sendte Irak en række al Fatah missiler mod de amerikanske styrker i Kuwait. De gjorde alene begrænset skade, da de fleste blev nedskudt af patriotmissiler. Senere på dagen omkring klokken 18.00 gik amerikanske og britiske styrker over grænsen ved Kuwait til Irak. En time senere blev endnu et missilangreb indledt på Baghdad. Angrebene blev foretaget af F-117a stealth fly fra baser i Qatar og Oman, støttet af FA-18 Superhornets og EA-6b Prowlers fra flåden.

- 24. marts Fire dage inde i konflikten var der af koalitionens styrker fløjet omkring 6.000 missioner og affyret omkring 1.500 krydsermissiler og et tilsvarende antal satellitstyrede bomber. Krigen var derfor i den indledende fase blevet udkæmpet i langt højere grad med præcisionsvåben end tidligere krigskonflikter. I Golfkrigen 1991, som varede 43 dage, blev der "kun" affyret 323 Tomahawk krydsermissiler i alt.

- 27. marts Amerikanerne indsatte de første faldskærmstropper i Irak. 1.000 mand faldskærmstropper ankom til det bjergrige, kurdisk kontrollerede nordlige Irak. Hermed blev den nordlige front i Irak åbnet. De første aktioner fra faldskærmstroppernes side var at indtage en flyveplads i Bashur-området, cirka 50 km nordøst for byen Irbil.

- 29. marts Efter en række problemer for de amerikanske styrker med at sikre deres forsyningslinjer, stoppede deres fremrykning mod Baghdad. Luftbombardementerne fortsattes dog med uformindsket styrke. For første gang i konflikten lykkedes det for irakerne at sende et missil med succes mod Kuwait city. Missilet landede tæt på Kuwaits udenrigsministerium og emirens palads. Alle de cirka 15 forrige forsøg blev enten skudt ned eller ramte ørkenområder eller havet. Missilet mentes at være affyret fra et område, der tidligere var meldt ud som "sikret" af koalitionens styrker. En irakisk selvmordsbombemand dræbte fire soldater ved en militær kontrolpost ved byen Najaf, og den irakiske vicepræsident Taha Yassin Ramadan truede med flere af denne slags angreb.

- 30. marts Koalitionen optrappede bombeangrebene mod de irakiske styrker syd for Bagdad. Engelske marinesoldater fangede en irakisk general og en anden højtstående officer syd for byen Basra i landsbyen Abu al-Qassib. I samme operation dræbtes en oberst fra Den republikanske Garde.

- 31. marts Meddelelsen fra dagen før om en tilfangetagen irakisk general blev trukket tilbage af de britiske styrker. Der var tale om en misforståelse. Der var alene tale om en højtstående officer og ingen general.

- 1. april Bombardementerne af den republikanske garde omkring Bagdad fortsatte med uformindsket styrke. Der meldtes endvidere om kampe ved byen Hinaiya, cirka 80 kilometer syd for Bagdad. Byen var vigtig for den amerikanske fremmarch mod Bagdad. Der kæmpedes også ved byerne Hilla og Nassiriya. Basra var fortsat omringet af britiske styrker, der stadig ikke var gået ind i byen. Amerikanske soldater skød og dræbte mindst syv civile irakere, hvis bil undlod at standse ved en kontrolpost nær Najaf.

- 3. april Den danske korvet Olfert Fischer ankom til den amerikanske flådes hovedbase i Bahrain i den Persiske Golf. I Bagdad flygtede stadig flere desertører og civile ud af byen. De amerikanske tropper stod nu cirka 10 kilometer fra Bagdads forstæder. Ved byen Mosul i Nordirak var både kurdiske og amerikanske styrker involveret i træfninger med irakiske soldater. De irakiske styrker havde efterhånden kun kontrol over selve byen.

- 13. april Amerikanskledede styrker fangede Saddam Husseins halvbror Watban, da han forsøgte at flygte over grænsen til Syrien. Watban Ibrahim Hasan havde tidligere posten som indenrigsminister i Irak. Watban var en af de nævnte på den 55 mands liste, som USA tidligere offentliggjorde. Tidligere på dagen var syv amerikanske krigsfanger fundet uskadte.

- 14. april Amerikanske styrker overtog kontrollen med Tikrit og havde dermed besat alle væsentlige større byer i Irak.

- 25. april Tariq Aziz overgav sig til de amerikanske styrker. Han var nr. 12 på USA's liste over de 55 mest eftersøgte personer fra den tidligere irakiske ledelse.

- 2. maj George W. Bush erklærede i en tale klokken 3.00 dansk tid krigshandlingerne i Irak krigen for afsluttet. Krigen blev ikke erklæret for afsluttet, formentlig fordi dette politisk ville indebære, at samtlige krigsfanger skulle løslades, og en fortsat jagt på Saddam Hussein ikke ville være tilladt jævnfør krigens regler. Talen blev afholdt via en tv-transmitteret tale fra hangarskibet USS Abraham Lincoln (CVN-72) ud for Californiens kyst.